# Bu Adía
Bu Adía (en árabe: بوعضية‎, en francés: Bouadia) es una localidad marroquí perteneciente al municipio de Beni Marganín, en la región Oriental. Desde 1912 hasta 1956 perteneció a la zona norte del Protectorado español de Marruecos.